# Německá demokratická svobodomyslná strana
Německá demokratická svobodomyslná strana (německy Deutsche Demokratische Freiheitspartei, zkratka DDFP) byla politická strana na území prvorepublikového Československa, která reprezentovala část sudetoněmecké národnostní menšiny.

## Dějiny
Vznikla v září 1919 coby formace navazující na tradice německého liberalismu z dob Rakouska-Uherska a byla nástupcem Německé pokrokové strany (Deutsche Fortschrittspartei). Zastávala liberální postoje, požadovala autonomii Sudetských Němců, ale nebyla radikálně naladěná proti československému státu. Disponovala podporou mezi středními vrstvami a intelektuály, jakož i mezi německy mluvícími židy. Hlavním tiskovým orgánem byl vlivný deník Bohemia. Předákem strany byl Bruno Kafka, významným funkcionářem byl i profesor Ludwig Spiegel. Od roku 1933 se do popředí dostává Franz Bacher.
Parlamentních voleb v roce 1920 se zúčastnila samostatně a získala zastoupení v Národním shromáždění. Parlamentních voleb v roce 1925 se neúčastnila. Roku 1928 se k ní přidala skupina okolo Alfreda Roscheho, která kvůli negativismu a strnulosti programu opustila Německou nacionální stranu. Německá demokratická svobodomyslná strana se po této fúzi proměnila na Německé pracovní a volební společenství (DAWG), které pak kandidovalo v parlamentních volbách v roce 1929 v rámci předvolební koalice nazvané Německé volební společenství, do které se zapojil i Německý svaz zemědělců a menší formace Karpatendeutsche Partei.
Německá demokratická svobodomyslná strana měla blízko k prezidentu T. G. Masarykovi, který o ní uvažoval koncem 20. let jako o potenciální posile pro vládní koalici. Po volbách roku 1929 strana DAWG sice do vlády nevstoupila, ale prohlásila se za provládní. Uvnitř strany ovšem rostla kritika českého nacionalismu a porušování jazykových práv Němců. Situaci navíc vyostřily protiněmecké a antisemitské výtržnosti českých nacionalistů v Praze v září 1930 proti promítání německojazyčného filmu.
Počátkem 30. let se DAWG rozpadlo, když skupina okolo Roscheho fúzovala se Sudetoněmeckou stranou, což pro liberály z bývalé Německé demokratické svobodomyslné strany bylo nepřijatelné a jejich strana se tak opětovně osamostatnila. V parlamentních volbách v roce 1935 DDFP kandidovala v alianci Sudetendeutscher Wahlblock (Sudetoněmecký volební blok), ve které se sešlo několik menších stran jako Sudetoněmecký svaz venkova (Sudetendeutscher Landbund) nebo Německá dělnická strana (Deutsche Arbeiterpartei) a dosáhla skromného zisku (senátorské křeslo pro předsedu stranu Carla Kostku). Do posledních měsíců První republiky vzdorovala nacismu a odmítala se sloučit s SdP (na rozdíl od ostatních německých nesocialistických stran).

## Volební výsledky

### Poslanecká sněmovna
| Volby | Hlasy      | Hlasy      | Mandáty | Mandáty |
| Volby | Abs.       | %          | Abs.    | ±       |
| ----- | ---------- | ---------- | ------- | ------- |
| 1920  | 105,449    | 1.7        | 5/281   |         |
| 1925  | 11,367     | 0.2        | 0/300   | ▼5      |
| 1929  | v rámci DW | v rámci DW | 6/300   | ▲6      |
| 1935  |            |            | 0/300   | ▼6      |

### Senát
| Volby | Hlasy      | Hlasy      | Mandáty | Mandáty |
| Volby | Abs.       | %          | Abs.    | ±       |
| ----- | ---------- | ---------- | ------- | ------- |
| 1920  |            |            | 1/150   |         |
| 1925  |            |            | 0/150   | ▼1      |
| 1929  | v rámci DW | v rámci DW | 1/150   | ▲1      |
| 1935  |            |            | 1/150   | ▬0      |